# Isländischer Fußballpokal der Männer 2008
Der isländische Fußballpokal 2008 war die 49. Austragung des isländischen Pokalwettbewerbs der Männer. Pokalsieger wurde KR Reykjavík. Das Team gewann am 4. Oktober 2008 im Laugardalsvöllur von Reykjavík gegen Fjölnir Reykjavík durch ein Eigentor kurz vor dem Spielende. KR qualifizierte sich dadurch für die Europa League. Für Fjölnir war es die zweite Endspielniederlage in Folge.
Titelverteidiger FH Hafnarfjörður schied im Achtelfinale gegen Keflavík ÍF aus.

## Modus
Die Begegnungen wurden in einem Spiel ausgetragen. In den ersten drei Runden nahmen Vereine ab der zweiten Liga abwärts teil. Die Vereine der ersten Liga stiegen erst in der 3. Runde ein. Bei unentschiedenem Ausgang wurde das Spiel zunächst verlängert und gegebenenfalls durch Elfmeterschießen entschieden.

## 1. Runde
| Datum      |                             | Ergebnis  |                          |
| ---------- | --------------------------- | --------- | ------------------------ |
| 24.05.2008 | Höfrungur Þingeyri          | 0:4       | UMF Skallagrímur         |
| 24.05.2008 | KFG Garðabær                | 0:1       | Augnablik Kópavogur      |
| 24.05.2008 | Snæfell Stykkishólmur       | 1 0:3 1   | UMF Grundarfjörður       |
| 26.05.2008 | KF Reyðarfjörður            | 4:3       | Boltafélag Norðfjarðar   |
| 26.05.2008 | UMF Þróttur Vogar           | 3:1       | Gnúpverjar Reykjavík     |
| 26.05.2008 | Berserkir Reykjavík         | 3:0       | UMF Kjalnesingar         |
| 26.05.2008 | UMF Hrunamenn               | 0:4       | Árborg Selfoss           |
| 26.05.2008 | UMF Tindastóll              | 2:1       | UMF Kormákur             |
| 26.05.2008 | Ægir þorlákshöfn            | 1:2       | Elliði Reykjavík         |
| 26.05.2008 | KF Vesturbæjar              | 3:4       | Ýmir Kópavogur           |
| 26.05.2008 | Völsungur Húsavík           | 1:3       | Magni Grenivík           |
| 27.05.2008 | KS Dalvík/Reynir            | 0:1       | Hvöt Blönduós            |
| 27.05.2008 | Leiknir Fáskrúðsfjörður     | 1:3       | Spyrnir Egilsstaðir      |
| 27.05.2008 | KFR Hella/Hvolsvöllur       | 2:4       | KB Breiðholts            |
| 27.05.2008 | UMF Álftanes                | 1:3       | Hamrarnir/Vinir Akureyri |
| 27.05.2008 | Hvíti riddarinn Mosfellsbær | 3:2 n. V. | UMFL Þórshöfn            |

## 2. Runde
| Datum      |                          | Ergebnis  |                             |
| ---------- | ------------------------ | --------- | --------------------------- |
| 01.06.2008 | KFS Vestmannaeyja        | 2:0       | Ýmir Kópavogur              |
| 02.06.2008 | þór Akureyri             | 1:0 n. V. | KS/Leiftur                  |
| 02.06.2008 | Hamrarnir/Vinir Akureyri | 1:7       | Hamar Hveragerði            |
| 02.06.2008 | UMF Skallagrímur         | 1:4       | UMF Selfoss                 |
| 02.06.2008 | UMF Sindri Höfn          | 6:0       | Spyrnir Egilsstaðir         |
| 02.06.2008 | UMF Þróttur Vogar        | 3:0       | Hvíti riddarinn Mosfellsbær |
| 02.06.2008 | UMF Tindastóll           | 0:5       | Hvöt Blönduós               |
| 02.06.2008 | Elliði Reykjavík         | 2:3       | Reynir Sandgerði            |
| 02.06.2008 | ÍH Hafnarfjörður         | 2:4       | UMF Stjarnan                |
| 02.06.2008 | Leiknir Reykjavík        | 8:4       | Augnablik Kópavogur         |
| 02.06.2008 | UMF Víkingur             | 0:1       | ÍF Grótta                   |
| 02.06.2008 | KF Reyðarfjörður         | 00:17     | KFF Fjarðabyggðar           |
| 03.06.2008 | Haukar Hafnarfjörður     | 12:00     | Afríka Reykjavík            |
| 03.06.2008 | Víðir Garði              | 6:0       | Árborg Selfoss              |
| 03.06.2008 | Magni Grenivík           | 0:3       | KA Akureyri                 |
| 03.06.2008 | Víkingur Reykjavík       | 1:0       | UMF Afturelding             |
| 03.06.2008 | ÍBV Vestmannaeyja        | 3:2 n. V. | ÍR Reykjavik                |
| 03.06.2008 | Höttur Egilsstaðir       | 5:1       | Huginn Seyðisfjörður        |
| 03.06.2008 | UMF Njarðvík             | 0:2       | KB Breiðholts               |
| 03.06.2008 | UMF Grundarfjörður       | 1:5       | Berserkir Reykjavík         |

## 3. Runde
Teilnehmer: Die 20 Sieger der 2. Runde und die 12 Vereine der Landsbankadeild 2008.
| Datum      |                      | Ergebnis              |                      |
| ---------- | -------------------- | --------------------- | -------------------- |
| 18.06.2008 | HK Kópavogur         | 1:0                   | ÍA Akranes           |
| 18.06.2008 | Víðir Garði          | 1:0                   | UMF Þróttur Vogar    |
| 18.06.2008 | Víkingur Reykjavík   | 1:0                   | ÍF Grótta            |
| 18.06.2008 | ÍBV Vestmannaeyja    | 2:0                   | Leiknir Reykjavík    |
| 18.06.2008 | Reynir Sandgerði     | 3:0                   | UMF Sindri Höfn      |
| 18.06.2008 | Haukar Hafnarfjörður | 2:1                   | Berserkir Reykjavík  |
| 18.06.2008 | þróttur Reykjavík    | 2:2 n. V. (2:4 i. E.) | Fylkir Reykjavík     |
| 18.06.2008 | UMF Grindavík        | 2:1                   | Höttur Egilsstaðir   |
| 19.06.2008 | Breiðablik Kópavogur | 1:0                   | KA Akureyri          |
| 19.06.2008 | þór Akureyri         | 0:1                   | Valur Reykjavík      |
| 19.06.2008 | Keflavík ÍF          | 2:1                   | UMF Stjarnan         |
| 19.06.2008 | KFF Fjarðabyggðar    | 0:2                   | Haukar Hafnarfjörður |
| 19.06.2008 | Fram Reykjavík       | 2:1                   | Hvöt Blönduós        |
| 19.06.2008 | Hamar Hveragerði     | 2:1                   | UMF Selfoss          |
| 19.06.2008 | Fjölnir Reykjavík    | 6:0                   | KFS Vestmannaeyja    |
| 19.06.2008 | KR Reykjavík         | 1:0                   | KB Breiðholts        |

## Achtelfinale
| Datum      |                      | Ergebnis  |                   |
| ---------- | -------------------- | --------- | ----------------- |
| 02.07.2008 | Haukar Hafnarfjörður | 1:0       | HK Kópavogur      |
| 02.07.2008 | Fjölnir Reykjavík    | 2:1 n. V. | ÍBV Vestmannaeyja |
| 02.07.2008 | Víkingur Reykjavík   | 3:0       | Hamar Hveragerði  |
| 02.07.2008 | Víðir Garði          | 1:4       | Fylkir Reykjavík  |
| 02.07.2008 | Reynir Sandgerði     | 1:2       | UMF Grindavík     |
| 03.07.2008 | KR Reykjavík         | 2:0       | Fram Reykjavík    |
| 03.07.2008 | Breiðablik Kópavogur | 1:0       | Valur Reykjavík   |
| 03.07.2008 | Keflavík ÍF          | 3:1       | FH Hafnarfjörður  |

## Viertelfinale
| Datum      |                      | Ergebnis  |                    |
| ---------- | -------------------- | --------- | ------------------ |
| 24.07.2008 | Haukar Hafnarfjörður | 0:1 n. V. | Fylkir Reykjavík   |
| 24.07.2008 | Fjölnir Reykjavík    | 1:0       | Víkingur Reykjavík |
| 24.07.2008 | KR Reykjavík         | 3:2       | UMF Grindavík      |
| 24.07.2008 | Breiðablik Kópavogur | 3:2       | Keflavík ÍF        |

## Halbfinale
| Datum      |                      | Ergebnis              |                   |
| ---------- | -------------------- | --------------------- | ----------------- |
| 31.08.2008 | Fylkir Reykjavík     | 3:4                   | Fjölnir Reykjavík |
| 01.09.2008 | Breiðablik Kópavogur | 1:1 n. V. (2:4 i. E.) | KR Reykjavík      |

## Finale
| Paarung           | KR Reykjavík – Fjölnir Reykjavík |
| Ergebnis          | 1:0 (0:0) |
| Datum             | 4. Oktober 2008 |
| Stadion           | Laugardalsvöllur, Reykjavík |
| Zuschauer         | 4.524 |
| Schiedsrichter    | Magnús Þórisson |
| Tore              | 1:0 Kristján Hauksson (89., Eigentor) |
| KR Reykjavík      | Stefán Logi Magnússon – Skúli Jón Friðgeirsson, Grétar Sigfinnur Sigurðarson, Pétur Hafliði Marteinsson, Guðmundur Reynir Gunnarsson – Gunnar Örn Jónsson (73. Óskar Örn Hauksson), Bjarni Guðjónsson, Jónas Guðni Sævarsson, Viktor Bjarki Arnarsson – Björgólfur Hideaki Takefusa, Guðjón Baldvinsson Cheftrainer: Logi Ólafsson |
| Fjölnir Reykjavík | þordur Ingason – Magnús Ingi Einarsson, Óli Stefán Flóventsson, Kristján Hauksson, Gunnar Valur Gunnarsson – Ágúst þor Gylfason, Gunnar Már Guðmundsson, Tómas Leifsson (81. Ómar Hákonarson), Ólafur Páll Snorrason – Davið þór Rúnarsson (71. Ásgeir Aron Ásgeirsson), Pétur Georg Markan Cheftrainer: Asmunður Arnarsson        |
| Gelbe Karten      | Skúli Jón Friðgeirsson, Björgólfur Hideaki Takefusa – Ágúst þor Gylfason, Óli Stefán Flóventsson |